# Beto Vázquez Infinity (альбом)
Beto Vázquez Infinity — дебютный студийный альбом группы Beto Vázquez Infinity, выпущенный 4 марта 2001 года.

## Запись
В сентябре 1999 года аргентинский музыкант Бето Васкес передал свою демо-запись звукозаписывающей компании NEMS Enterprises, сразу предложившей ему контракт на запись полноформатного альбома. Продюсирование вёл непосредственно глава аргентинского отделения NEMS Марсело Кабули. По предложению компании Васкес написал тексты на английском языке и пригласил множество известных музыкантов для воплощения своих идей. Сперва Васкесом создавалась музыка, затем для каждой песни индивидуально выбирались вокалисты. Для композиции «Wizard», исполненной Сабиной Эдельсбахер, вокальную партию и текст написал лидер группы Edenbridge Арне «Ланвалль» Стокхаммер.
В итоге получился рок-альбом с обилием разнообразного женского вокала. Музыка записывалась в аргентинской студии La Nave de Oseberg, Тарья Турунен пела в студии Finnvox в Хельсинки, Кэндис Найт — в Нью-Йорке, Сабина Эдельсбахер — в Seagull Music Studio в Австрии, из вокалистов лишь Фабио Лионе во время записи находился в Аргентине. Песня «Promises Under Rain» также записывалась каждой вокалисткой отдельно, а в альбом вошла в варианте, собранном из трёх записей. Сведением альбома занимался финский продюсер и звукорежиссёр Микко Кармила.

## Список композиций
В скобках указаны приглашённые музыканты, участвовавшие в записи.
1. «Until Dawn (Angels of Light)» (До рассвета (ангелы света)) — 7:39 (Тарья Турунен)
2. «Wizard» (Колдун) — 5:09 (Тарья Турунен, Сабина Эдельсбахер)
3. «The Battle of the Past» (Битва прошлого) — 4:22 (Фабио Лионе)
4. «Sadness in the Night» (Ночная грусть) — 7:02 (Тарья Турунен)
5. «Through Times Part I» (Сквозь время) — 1:41
6. «Through Times Part II» — 2:27 (Кэндис Найт)
7. «Golden Hair» (Золотые волосы) — 2:46 (Кэндис Найт)
8. «Infinity Space» (Бесконечный космос) — 4:02
9. «Through Times Part III» — 4:38 (Кэндис Найт)
10. «The Laws of the Future» (Законы будущего) — 4:40 (Тарья Турунен, Сабина Эдельсбахер)
11. «Promises Under the Rain» (Обещания под дождём) — 5:39 (Тарья Турунен, Кэндис Найт, Сабина Эдельсбахер)

## Участники записи
- Бето Васкес — композитор, бас-гитара, акустический бас, продюсер[2];
- Гонсало Иглесиас — электрогитара, акустическая гитара;
- Ксавье Багала — электрогитара, акустическая гитара;
- Марсело Понсе — барабаны.

Всего в издании альбома приняло участие более 50 человек.

### Приглашённые музыканты
Вокал:
- Тарья Турунен (Nightwish)
- Кэндис Найт (Blackmore's Night)
- Сабина Эдельсбахер (Edenbridge)
- Фабио Лионе (Rhapsody of Fire)

Барабаны:
- Йорг Михаэль (Stratovarius)